# Holtbyrnia latifrons
Holtbyrnia latifrons är en fiskart som beskrevs av Sazonov, 1976. Holtbyrnia latifrons ingår i släktet Holtbyrnia och familjen Platytroctidae. Inga underarter finns listade i Catalogue of Life.